# بيفرلي جنسن
بيفرلي جنسن (بالإنجليزية: Beverly Jensen)‏ هي مؤلفة وكاتِبة وممثلة أمريكية، ولدت في 17 يوليو 1953 في وستبروك في الولايات المتحدة، وتوفيت في 13 يوليو 2003 في مين في الولايات المتحدة.